# 查尔斯·埃尔威斯
查尔斯·埃尔威斯（英語：Charles Elwes，1997年7月15日—），英国男子赛艇运动员。他曾代表英国参加2020年夏季奥林匹克运动会赛艇比赛，获得男子八人单桨有舵手铜牌。